# Île Royale
L'Île Royale (che in francese significa "Isola Reale") è la più grande e più occidentale isola delle tre che compongono l'arcipelago delle Îles du Salut, nell'Oceano Atlantico al largo della costa della Guyana francese. L'isola si estende su di una superficie di 28 ettari.
Essendo la maggiore, l'isola venne utilizzata come centro amministrativo quando nell'arcipelago era presente una colonia penale. Sull'Île Royale si trova un museo dedicato alla storia dell'arcipelago ed un albergo. Dopo la chiusura del carcere, l'arcipelago è divenuto una popolare meta turistica.